# Scoloplos marginatus
Scoloplos marginatus är en ringmaskart som först beskrevs av Ehlers 1897.  Scoloplos marginatus ingår i släktet Scoloplos och familjen Orbiniidae. Utöver nominatformen finns också underarten S. m. mcleani.